# Cleveland Cavaliers
Cleveland Cavaliers, også kaldt Cavs er et professionelt basketballhold som spiller i Cleveland, Ohio. De begyndte at spille I National Basketball Association (NBA) i 1970. Holdet vandt deres første NBA Championship i 2016, hvor de slog Golden State Warriors efter at have været bagud 3-1 i finaleserien. Holdets helt store stjerne er LeBron James, som danner en såkaldt "Big Three" med holdkammeraterne Kyrie Irving og Kevin Love.

## Franchise History

### 1970–1980: Udvidelse og tidligt håb
Cleveland Cavaliers begyndte først at spille i NBA i 1970 som et udvidelsesklub, som blev ejet af Nick Mileti. De spillede deres hjemmekampe i Cleveland Arena under head coach Bill Fitch som det dårligste hold med en "record" på 15–67. Holdet håbede på at bygge rundt førstevalget i 1971 draft pick Austin Carr som havde sat mange scoringsrekorder for Notre Dame, men han blev skadet med benet og nåede aldrig hans potentiale.

### 2003-2010: Den første Lebron James periode
En masse sæsoner hvor Cleveland Cavaliers tabte størstedelen af deres kampe, faldt holdet ned som et af de dårligste i ligaen. Efter en skuffende 2002-2003 sæson, fik Cleveland nummer 1 draft pick i NBA draften. De brugte "pick'et" til at hente det lokale high-school fænomen Lebron James, som der var hyped som det største talent lige siden Michael Jordan.
Lebron James status og niveau voksede i Cleveland efter at de var begyndt at bygge holdet op omkring deres nye stjerne. I hans første sæson i NBA vandt han titlen som Rookie of the year. Håbene for Cavalier fansne var endnu bedre da man i 2004-2005 sæsonen, hentede Žydrūnas Ilgauskas og Drew Gooden til at forme en stærk trio. Efter en god start på sæsonen, begyndte holdet at tabe en del kampe og det førte til en fyring af deres træner Paul Silas.
Efter at have fået en ny ejer i Dan Gilbert, lavede holdet en masse udskiftninger inden 2005 sæsonen. Man ansatte træneren Mike Brown, og det var en stor succes da holdet kvalificerede sig til Playoff slutrunden, for første gang siden 1998.
Cleveland fortsatte for alvor deres succes i 06-07 sæsonen, da holdet endte som det næstbedste hold i Eastern Conference. Holdet mødte Washington Wizards i første runde, hvor de vandt de første 4 kampe og gik videre til næste runde mod New Jersey Nets som de slog ud med 4-2 samlet. I Eastern Conference Finals skulle de møde Detroit Pistons som havde haft en god sæson. Kampene endte ud i seks kampe hvor Cleveland tog det længste strå og gik videre til NBA Finals for første gang nogensinde i klubbens historie. I finalen tabte Cavs til et meget stærkt San Antonio Spurs hold med 4-0 samlet, men nu havde holdet en stor fremtid med en superstjerne i Lebron James.
Inden 2009 sæsonen hentede Cleveland den 4x NBA Champion og 15x All Star center Shaquille O'Neal fra Pheonix Suns. Den 17. Februar, 2010 hentede de endnu en All Star i Antawn Jamison og Sebastian Telfair, i en tre hold trade med Washington Wizards og Los Angeles Clippers. Cleveland Cavaliers sluttede sæsonen af som det bedste hold i hele ligaen med 61 vundne kampe og kun 21 tabte. Holdets og NBA's helt store stjerne Lebron James blev kåret som ligaens MVP, for andet år i træk. I første runde af Playoff kampene slog Cavs Chicago Bulls ud med 4-1 inden de runden efter blev slået ud af Boston Celtics som var en kæmpe skuffelse for holdet.

### 2010 offseason
Efter det skuffende slutspils resultat for Cleveland Cavaliers, stod holdet superstjerne Lebron James uden nogen kontrakt. Han valgte d. 8. Juli 2010 på Amerikansk TV at skrive en kontrakt med Miami Heat. En masse Cavs fans følte jeg forrådt af James som havde været deres store helt i 7 år. En masse trøjer med James 23 på ryggen blev brændt af og den kendte Nike "Witness" banner med Lebron James på blev med det samme taget ned i centrum af Cleveland, Ohio.

## Nuværende profiler
- Kevin Love
- Tristan Thompson